# 캐빈 피버 : 페이션트 제로
《캐빈 피버: 페이션트 제로》(영어: Cabin Fever: Patient Zero)는 2014년에 개봉한 미국의 SF 공포 영화이다. 캐빈 피버 영화 프랜차이즈 세 번째 작품이자 《캐빈 피버》(2002)의 프리퀄이다. 카리 앤드루스가 연출하고, 미치 라이언, 숀 애스틴 등이 출연하였다.

## 줄거리
외딴 섬에 위치한 한 의학 재단 실험실에서 살을 파먹는 치명적인 바이러스의 무증상 보균자를 연구 대상으로 관찰한다. 이 보균자가 한 연구자를 공격하면서 실험실 내에 바이러스 전파가 시작된다. 마침 보트를 전세 내어 총각 파티를 떠난 친구 무리가 이 실험실에 당도한다.

## 출연진
- 미치 라이언 - 마커스 역
- 라이언 도너후 - 돕스 역
- 브랜도 이턴 - 조시 역
- 질리언 머리 - 페니 역
- 커리 그레이엄 - 에드워즈 박사 역
- 리디아 허스트 - 브리짓 역
- 숀 애스틴 - 포터 씨 역